# Оліва-Джессі
Оліва-Джессі (італ. Oliva Gessi) — муніципалітет в Італії, у регіоні Ломбардія,  провінція Павія.
Оліва-Джессі розташована на відстані близько 440 км на північний захід від Рима, 55 км на південь від Мілана, 21 км на південь від Павії.
Населення — 180 осіб (2014).

## Демографія
Населення за роками:

Станом на 1 січня 2023 року в муніципалітеті офіційно проживало 8 іноземців з 6 країн, серед них 4 громадяни країн Євросоюзу та 1 громадянин України.

## Сусідні муніципалітети
- Кальвіньяно
- Кастеджо
- Корвіно-Сан-Куїрико
- Монтальто-Павезе
- Морніко-Лозана
- Торричелла-Верцате